# Belvision
Belvision est la société de production audiovisuelle belge du groupe d'édition Dupuis. Bien qu’elle soit surtout connue pour ses réalisations dans le domaine de l’animation, destinées tant au cinéma qu’à la télévision, elle développe également des projets en prises de vues réelles, incluant des films et des séries. Ses productions sont généralement menées en coproduction avec des partenaires étrangers, principalement européens. Belvision intervient aussi dans la structuration financière de ces coproductions internationales, en mobilisant à la fois des ressources propres et divers soutiens publics, tels que les aides régionales ou les dispositifs de tax shelter.
Créée en 1955 à Bruxelles (Belgique) par Raymond Leblanc en vue d'adapter les aventures de Tintin et Milou pour la télévision, la société a connu un succès rapide et, de 1956 à 2005, a fait de Bruxelles la capitale du dessin animé européen.
Depuis 2004, Belvision est intégré aux activités audiovisuelles du groupe Média-Participations puisqu’il fait partie du groupe d'édition Dupuis.

## Histoire
En 1954, Raymond Leblanc, éditeur du Journal de Tintin fonde Belvision. Le studio d'animation devient rapidement un grand studio européen. Il produit de nombreux longs-métrages mais aussi des films publicitaires, des films didactiques. Raymond Leblanc exploite l'abondance et la richesse des personnages de bande dessinée qu'il connaît bien. Nombreux illustrateurs et techniciens de l'animation franco-belge rejoindront le studio qui devient rapidement une référence en Europe et dans le monde ce qui vaut au studio le surnom d'« Hollywood européen du dessin animé ».

## Productions

### Série animée

#### Les mini-séries "TV-Album"
Depuis 1955, Belvision produit plusieurs séries animées. Parmi celles-ci, on trouve plusieurs séries adaptées des albums de Willy Vandersteen (Bob et Bobette, Thyl Ulenspiegel). Ces séries sont réalisées sous un format appelé "TV-Albums", où les images des bandes dessinées adaptées sont animées de manière rudimentaire, utilisant des fils invisibles, des morceaux de macaronis et de la fumée de cigare. Ces animations en noir et blanc sont assez sommaires. La réalisation de ces mini-séries est confiée à Karel Van Milleghem, sous le pseudonyme de Johan de Brabander.
- 1955 : Le Fantôme espagnol (Bob et Bobette)
- 1955 : Les Gladiateurs (Bob et Bobette, adaptation de l'album Le Gladiateur-mystère)
- 1956 : Lambique à Paris (Bob et Bobette, adaptation de l'album Les Pêcheurs d'étoiles)
- 1957 : La Légende de Thyl Ulenspiegel
- 1958 : La Clé de bronze (Bob et Bobette)
- 1958 : Le Rallye des mille dangers (Bob et Bobette, adaptation de l'album Le Testament parlant)

Par la suite, le studio franchit une nouvelle étape avec une animation un peu plus poussée. Toujours en noir et blanc et selon le même concept d'une mini-série par album, Belvision, en collaboration avec la RTF, adapte l'œuvre de Hergé. Hergé demande à Bob De Moor de superviser le travail. Les deux premières mini-séries sont réalisées par Anne-Marie Ullmann à partir de dessins produits par le Studio Hergé. Le partenariat avec la RTF s'arrête après ces deux séries "Tintin".
Ensuite, Yvan Szucs prend la relève en tant que réalisateur et dirige plusieurs séries adaptées des œuvres d'Hergé, Vandersteen et Macherot.
- 1957-1958 : Le Sceptre d'Ottokar (Tintin)
- 1959 : L'Oreille cassée (Tintin)
- 1959 : Chlorophylle contre les rats noirs (Chlorophylle)

#### Les Aventures de Tintin en couleurs
En 1959, Raymond Leblanc vise à pénétrer le marché américain en produisant six minutes de film par semaine, s'inspirant des studios Disney mais avec des coûts et des moyens réduits. Pour atteindre cet objectif, il recrute une équipe de 50 personnes, composée d'animateurs, intervallistes, traceurs, coloristes, décorateurs et caméramans, renforçant ainsi les rangs de Belvision. Tintin est désigné comme porte-étendard de Belvision, mais l'équipe commence par s'exercer sur une adaptation d'un album de Macherot, avec deux courts métrages : Les Coquillards (en noir et blanc) et Le Bosquet hanté (en couleurs), réalisés par Ray Goossens.
En parallèle, Leblanc engage des discussions avec des producteurs américains pour lancer les adaptations des albums de Tintin. Il rencontre notamment Jacques Grigneff, Larry Harmon et son scénariste Charlie Shows. Un premier pilote, réalisé par Paul Fennell, est proposé aux studios Belvision. Les Américains souhaitent adapter l'œuvre d'Hergé avec une certaine liberté, ce qui déroute quelque peu ce dernier. Grigneff propose de coproduire 52 films de 6'30 minutes, moitié réalisés à Los Angeles et l'autre moitié par Belvision, qui conserve le contrôle artistique. Cependant, le décès de Grigneff suspend les contrats.
Leblanc trouve alors une nouvelle collaboration en Europe avec Télé-Hachette. L'équipe de Belvision passe à 120 personnes. Ray Goossens coordonne le projet avec les conseils de Charles Shows. Hergé demande à Bob De Moor de veiller au respect de son univers graphique, tandis que Michel Greg est chargé de maintenir l'esprit des aventures de Tintin. Finalement, 89 épisodes de 5 minutes constituent la première série d'animation des aventures de Tintin. Télé-Hachette met fin à sa collaboration avec Belvision en 1963. Une dernière série d'épisodes, adaptée de L'Affaire Tournesol, est produite exclusivement par Belvision, comprenant 13 épisodes de 5 minutes, et sera tardivement diffusée comme long métrage. Cette production houleuse aboutit à l'adaptation des albums suivants, constituant la série Les Aventures de Tintin, d'après Hergé :
- 1959 : L'Étoile mystérieuse
- 1959 : Objectif Lune et On a marché sur la Lune
- 1959 : Le Secret de la Licorne
- 1959 : Le Trésor de Rackham le Rouge
- 1960 : L'Île Noire
- 1960 : Le Crabe aux pinces d'or
- 1964 : L'Affaire Tournesol

#### La Série Animée Astérix
Raymond Leblanc, fort du succès de la série Tintin, rencontre Georges Dargaud, éditeur du journal Tintin en France et de Pilote, où sont publiées les aventures d'Astérix. Ensemble, ils envisagent de créer une série animée sur ce personnage. Dargaud publie les albums en France, tandis que Le Lombard, dirigé par Leblanc, les publie en Belgique. Cette collaboration semble donc naturelle.
Willy Lateste, un pilier de Belvision, réalise un pilote de 3 épisodes de 5 minutes, adapté du premier album d'Astérix. Le projet est lancé avec des standards de qualité télévisuelle et non cinématographique, visant à produire 78 épisodes de 5 minutes tirés des 6 premiers albums de la série. À ce stade, Georges Dargaud ne juge pas nécessaire d'informer les auteurs, René Goscinny et Albert Uderzo. L'équipe de Belvision compte désormais 200 personnes qui se concentrent d'abord sur l'adaptation de 3 albums.
Pendant la production, Dargaud envisage de transformer la série en longs métrages pour le cinéma, ce qui inquiète Leblanc, soucieux de maintenir les standards de qualité télévisuelle initialement prévus. Après plusieurs mois, Goscinny et Uderzo sont invités à une projection. À ce stade, la deuxième série est terminée et les voix de la troisième sont enregistrées. Dargaud décide que les 3 séries deviendront des films pour le cinéma, bien qu'aux standards télévisuels, et qu'un quatrième film, Astérix et Cléopâtre, sera produit avec des standards cinématographiques.
Cependant, après la projection, Goscinny et Uderzo sont consternés et refusent que ces films soient diffusés. Après d'âpres négociations, seul le premier film est projeté en salle, tandis que les deux autres films doivent être détruits. Le premier film connaît néanmoins un succès public retentissant. Voici la liste des mini-séries Astérix telles qu'elles étaient prévues par Belvision :
- 1967 : Astérix le Gaulois (1h08)
- 1968 : La Serpe d'or (1h08, détruit et jamais diffusé)
- 1968 : Le Combat des chefs (1h08, détruit et jamais diffusé)

#### Autres Séries Animées et Projets Avortés
Après le succès des aventures de Tintin, Belvision cherche à diversifier ses projets. À cette époque, le studio Hanna-Barbera sollicite leur collaboration pour réaliser un épisode de la série Les Flintstones, dans le but de sous-traiter l'animation à l'étranger. Cependant, la technique de Belvision ne répond pas aux exigences américaines, et le rythme de production est impossible à maintenir. Malgré cela, ils obtiennent un contrat avec la société de production américaine King Features Audiovisual en 1966 pour produire 10 épisodes de 6 minutes de la série Harry McCool.
En 1965, Ray Goossens travaille sur une nouvelle série intitulée Gibus le magicien. Cependant, il est remercié avant de terminer la réalisation des 26 épisodes de 6 minutes de cette série, coproduite avec Pathé! et scénarisée par Greg, Jos Marisse, Lazlo Molnar, Eddie Lateste et deux auteurs américains. Durant cette période, de nombreux projets voient le jour mais restent sans suite, parfois avec seulement un pilote. Parmi eux, Fables et légendes du monde entier et Le Roman de Renard (commandé par le Ministère belge de l'Éducation nationale mais jamais diffusé). Dans les années 1970 et 1980, des essais pour créer des séries sur Cubitus, Chick Bill et Clifton ont donné lieu à des courts métrages pilotes qui n'ont pas été suivis de série, mais qui étaient parfois diffusés au cinéma en première partie de programme.
À la fin des années 1980, après avoir produit quelques longs métrages notables, Belvision tente de retrouver un nouveau souffle à la télévision. Des pilotes sont réalisés à partir de séries du Lombard, comme Hugo de Bédu, Marine de François Corteggiani et Pierre Tranchand (pilote de 2 minutes), ou Le Marsupilami de Franquin (pilote de 2 minutes 30 en 1989, utilisé par Marsu Productions pour négocier une série chez Disney). Des préproductions pour les séries Ric Hochet et Thorgal sont également lancées, mais aucun de ces projets n'aboutit.
En 2003, bien que réduit à quelques collaborateurs, le studio Belvision travaille sur de nouveaux projets, notamment une nouvelle adaptation de la série Yakari de Derib et Job (une première adaptation ayant eu lieu en 1983), avec 78 épisodes de 13 minutes réalisés par Xavier Giacometti. Ensuite, Belvision devient la coupole belge des activités audiovisuelles du groupe Média-Participations. À ce titre, l'entreprise se retrouve créditée sur des séries telles que Kitou Scrogneugneu (2003) et Boule et Bill (série en 3D de 2015). Ce qui est également le cas pour certains longs métrages adaptés du catalogue du groupe.

### Longs métrages
Ce sont les longs métrages qui font la réputation des productions Belvision. Ils s'orientent principalement sur cinq des personnages de bande dessinée dont la réputation n'est plus à faire à l'époque : Astérix (René Goscinny et Albert Uderzo), Tintin (Hergé), Johan et Pirlouit et les Schtroumpfs (Peyo), et Lucky Luke (Morris). Le studio produit aussi un long métrage semi documentaire, Moi, Tintin et film en semi animation Les Voyages de Gulliver. Tous les dessins animés sont disponibles en DVD chez Citel Vidéo. Toutes les productions de Belvision sont sous licence de Média-Participations sauf La Flûte à six schtroumpfs qui a été édité en DVD en octobre 2008 par TF1 Vidéo. Astérix et la serpe d'or fut produit dans la foulée d'Astérix le Gaulois mais, comme son prédécesseur, sans l'autorisation des auteurs et, à leur demande, le film fut détruit.Il n'en reste qu'un vinyl 33 tours, conte audio issu du doublage original.[à vérifier]
- 1965 : Pinocchio dans l'espace (Ray Goossens)
- 1967 : Astérix le Gaulois (Ray Goossens)
- 1968 : Astérix et Cléopâtre (Albert Uderzo et René Goscinny)
- 1969 : Tintin et le Temple du Soleil (Raymond Leblanc)
- 1971 : Lucky Luke / Daisy Town  (Morris et René Goscinny)
- 1972 : Tintin et le Lac aux requins (Raymond Leblanc)
- 1975 : La Flûte à six schtroumpfs (Peyo)
- 1976 : Moi, Tintin (Henri Roanne et Gérard Valet)
- 1977 : Les Voyages de Gulliver (Peter R. Hunt)

À partir de 2003, Belvision devient la coupole belge des activités audiovisuelles du groupe Média-Participations. À ce titre, l'entreprise se retrouve créditée sur les longs métrages adaptés du catalogue du groupe mais n'a en rien participé à l'animation. Voici quelques films où Belvision est crédité à ce titre : 
- 2013 : Loulou, l'incroyable secret
- 2014 : Astérix: Le Domaine des Dieux (Alexandre Astier, Louis Clichy). Co-Produit avec M6 Studio[5]
- 2016 : La Tortue Rouge
- 2017 : Zombillénium
- 2017 : Le Petit Spirou
- 2018 : Les Aventures de Spirou et Fantasio
- 2018 : Gaston Lagaffe

Le studio réalise également une séquence d'animation pour le film Les Gaspards de Pierre Tchernia.

### Courts métrages publicitaires
Belvision se spécialise rapidement dans l'utilisation des personnages qu'il anime à des fins publicitaires. Ces spots mettent en scène principalement les personnages des séries Tintin, Astérix, Lucky Luke ou Les Schtroumpfs, et parfois le studio anime même les mascottes de marques comme la Loterie Nationale ou Côte d'Or. Voici quelques campagnes notables :
- 1963 : Silver Match
- 1964 : Bubble-Gum Milou
- 1966 : Tintin champion de la chaussure (2 x 60 secondes)
- 1969 : Tintin et la SGM (1 x 7'45 pour la Société Générale des Minerais dont c'est l'anniversaire)
- 1969 : Astérix et Alcan Aluminium (3 x 60 secondes)
- 1970 : Astérix et Chocks (3 x 30 secondes)
- 1971 : Lucky Luke et Cha-Cha (1 x 50 secondes)
- 1971 : Chevron
- 1972 : Loterie Nationale
- 1976 : Côte d'or
- 1977 : Lucky Luke et Unic (1 x 20 secondes)
- 1983 : Tintin et Fruit d'or (plusieurs dizaines de spots de 20 à 30 secondes)
- 1983 : Les Schtroumpfs et Coca Cola

### Courts et moyens métrages
Belvision a produit aussi plusieurs courts métrages adaptés des séries phares du journal de Tintin de l'époque, comme
- 1954 : La Jeunesse de Charlie Chaplin (raconté et dessiné par François Craenhals)[4]
- 1959 : Chlorophylle et les croquillards (réalisé par Ray Goossens)
- 1960 : Chlorophylle et le bosquet hanté (réalisé par Ray Goossens)
- 1961 : Les Aventures de Lucky Ducky : Bang Bang Boomerang (réalisé par Ray Goossens)
- 1964 : Les Aventures de Lucky Ducky : Le Canard pressé (réalisé par Ray Goossens)
- 1965 : Oumpah-Pah, le peau-rouge (réalisé par Ray Goossens)
- 1965 : Spaghetti à la romaine (réalisé par Ray Goossens)
- 1968 : Le Roman de Renart
- 1968 : Ric Hochet : Signé Caméléon (film live réalisé par Patrick Ledoux)
- 1978 : Cubitus : Le Gâteau d'anniversaire
- 1979 : Kid Ordinn : Le cri qui met K.O. (d'après la série Chick Bill)
- 1983 : Un pépin pour Clifton
- 2003 : Merlin contre le Père Noël (réalisé par Serge Elissalde, d'après Joann Sfar et José Luis Munuera)

## Documentaire
En 2002, un documentaire relatant l'histoire du studio fut réalisé : Belvision, la mine d’or au bout du couloir par Philippe Capart.

### Éditions DVD
En France, c'est Citel qui détient les droits d'exploitation vidéo de la plupart des films de Belvision excepté Les Schtroumpfs qui ont été repris par TF1 dans sa collection TFou. Sept films et sept séries des cent-deux épisodes sont disponibles.
- Les Aventures de Tintin, d'après Hergé 1 : L'Étoile mystérieuse (11 épisodes) (Citel Vidéo, Version remasterisée et recadrée en 16/9)
- Les Aventures de Tintin, d'après Hergé 2 : Objectif Lune (22 épisodes) (Citel Vidéo, Version remasterisée et recadrée en 16/9)
- Les Aventures de Tintin, d'après Hergé 3 : Le Secret de la Licorne (10 épisodes) (Citel Vidéo, Version remasterisée et recadrée en 16/9)
- Les Aventures de Tintin, d'après Hergé 4 : Le Trésor de Rackham le Rouge (17 épisodes) (Citel Vidéo, Version remasterisée et recadrée en 16/9)
- Les Aventures de Tintin, d'après Hergé 5 : L'Île Noire (12 épisodes) (Citel Vidéo, Version remasterisée et recadrée en 16/9)
- Les Aventures de Tintin, d'après Hergé 6 : Le Crabe aux pinces d'or (17 épisodes) (Citel Vidéo, Version remasterisée et recadrée en 16/9)
- Les Aventures de Tintin, par Hergé 7 : L'Affaire Tournesol (13 épisodes) (Citel Vidéo, Version remasterisée et recadrée en 16/9)
- Astérix le Gaulois (Citel Vidéo, Version remasterisée et recadrée en 16/9)
- Astérix et Cléopâtre (Citel Vidéo, Version remasterisée et recadrée en 16/9)
- Tintin et le Temple du soleil (Citel Vidéo, Version remasterisée et recadrée en 16/9)
- Lucky Luke (Citel Vidéo, Version remasterisée et recadrée en 16/9) Le film est rebaptisé "Daisy Town".
- La Queue du Marsupilami (StudioCanal, Version remasterisée)
- Tintin et le lac aux requins (Citel Vidéo, Version remasterisée et recadrée en 16/9)
- La Flûte à six schtroumpfs (TF1 Vidéo, Collection TFou)
- Moi Tintin (Citel Vidéo, Édition limitée) Coffret avec "Tintin et moi"

Note : certaines scènes du film "Astérix et Cléopâtre" ont été supprimées de cette édition française remastérisée, par exemple la scène où Numérobis dit à Panoramix : "je suis mon cher ami, très heureux de te voir" et Panoramix répliquant : "c'est un Alexandrin".

### Editions Blu-ray
Selon les pays, les éditions sont différentes : certaines respectent le format d'image d'origine, sont entiers et en Full HD 1080p, tandis que d'autres (en France notamment) sont recadrées en 16/9, censurées et en 720p. De plus, certaines éditions sont disponibles dans certains pays mais pas dans les autres, à l'exemple des 2 films et des 7 séries de Tintin, qui sont disponibles au format Blu-ray en Espagne mais n'existent pas en France.
- En France, seuls "Astérix le Gaulois", "Astérix et Cléopâtre" ainsi que "Lucky Luke" ont eu droit à une édition en Blu-ray. Cependant, les films d'Astérix sont en 720p et certaines scènes sont  curieusement absentes du deuxième film.
- En Allemagne, l'intégralité des films d'Astérix est disponible en Blu-ray (aussi bien en animation qu'en live). Les films de Belvision sont en 1080p, en 4/3 d'origine et entiers, à l'inverse de l'édition Française par Citel. La VF est bien entendu incluse.
- En Espagne, les films et des séries de Tintin "Les Aventures de Tintin, d'après Hergé" ("L'Étoile mystérieuse des 11 épisodes", "Objectif Lune des 22 épisodes", "Le Secret de la Licorne des 10 épisodes", "Le Trésor de Rackham le Rouge des 17 épisodes", "L'Île Noire des 12 épisodes", "Le Crabe aux pinces d'or des 17 épisodes" et "L'Affaire Tournesol des 13 épisodes"), "Tintin et le Temple du Soleil" et "Tintin et le lac aux requins" sont disponibles en Blu-ray, mais uniquement dans l'intégrale regroupant la série animée d'Ellipse et les films de Belvision.

Cependant, en 2017, Citel Vidéo décide de ressortir quelques films d'Astérix et Lucky Luke dans une nouvelle édition Blu-ray. Cette version, présentée par un bandeau "Nouveau master HD", propose les films "Astérix et Cléopâtre", "Les 12 travaux d'Astérix", "Daisytown" et "La Ballade des Dalton", scannés en 4K puis restaurés en 2K, dans leur format original en 4/3. Contrairement à la précédente édition, l'image est bien en 1080P et de plus, toutes les scènes qui avaient été supprimées sans raison ont été réintégrées, résultant des films complets et dans une version plus digne du support.